# Bloemencorso van Ternat

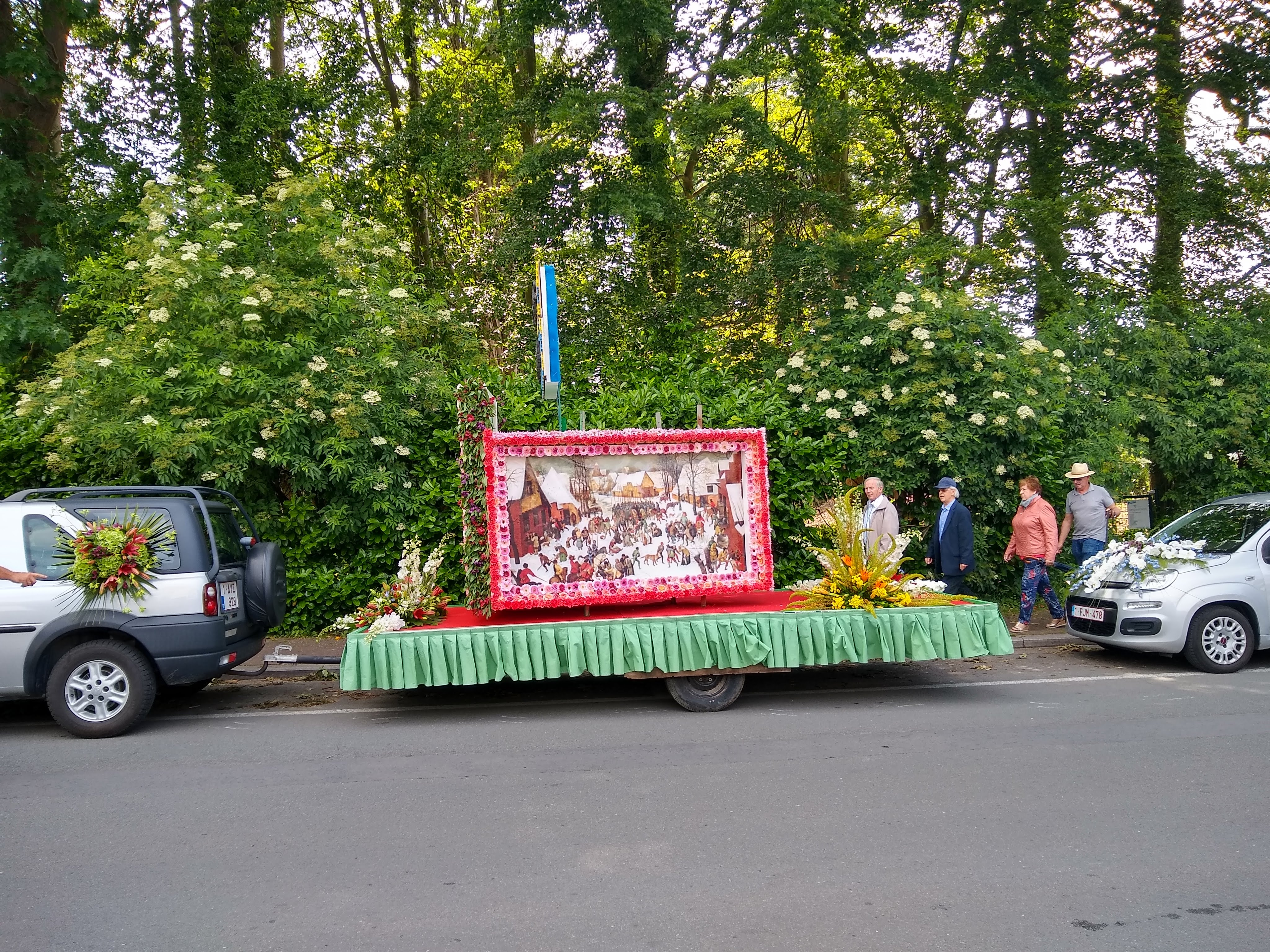
Bloemenstoet Ternat (2019) in het teken van Pieter Bruegel

De bloemencorso of bloemenstoet van Ternat is, samen met de corso's van Blankenberge, Sint-Gillis-bij-Dendermonde, Loenhout en Wommelgem, sinds 2013 erkend als waardevol immaterieel erfgoed.

## Beschrijving
De bloemenstoet van Ternat onderscheidt zich van de vier andere Vlaamse corso's door het gebruik van snijbloemen. Doordat de optocht plaatsvindt op Pinkstermaandag, en dus tijdens het voorjaar, kan er geen gebruik gemaakt worden van dahlia's. De wagens in Ternat worden daarentegen versierd met gerbera's, rozen, chrysanten, aronskelken, anjers... Bijkomend wordt er ook veelvuldig gebruik gemaakt van bloemstukken.
Naast versierde wagens, die een tafereel volgens een jaarlijks vastgelegd thema uitbeelden, rijden er sinds de jaren 1950 ook versierde fietsen mee in de optocht. Ook fanfares en majorettes maken traditiegetrouw deel uit van de stoet.
Jaarlijks komen er zo'n 3000 kijklustigen naar de optocht die een parcours van zo'n 2 km door het centrum van Ternat aflegt. Hierbij wordt onder andere de Dreef, het Marktplein en het Gemeentehuis aangedaan.

## Historiek
De bloemenstoet ging voor het eerst uit in 1912 en dit naar aanleiding van de gemeentelijke verkiezingen. Dat jaar werd Theofiel Poodt (1858-1936) verkozen als burgemeester en om dit te vieren reden de gebroeders Poodt rond in de straten met bloemen versierde wagens. Ze deden dit om de overwinning te vieren én een ode aan de lente te brengen. Of zoals ze het zelf omschreven: "Een loflief ter ere van Vera". Een succes want het jaar nadien werd besloten de optocht te herhalen. Sindsdien rijdt de corso jaarlijks uit, al is niet met zekerheid geweten of de optocht ook plaatsvond tijdens de oorlogsjaren.
Tot de jaren 1970 werden er per wijk, muziek- of andere vereniging of school een wagen gebouwd en werd er onderling gestreden om de mooiste wagen. Vanaf de jaren 1990 nam het aantal deelnemende groepen af en namen steeds meer carnavalswagens deel aan de optocht. Deze laatsten werden vanaf 2004 geweerd en keerde men terug naar de succeselementen van weleer. Ook de Ternatse reuzen, Narren, Warre, Tine en Toone nemen geregeld deel.

In 2012 vierde de optocht zijn 100-jarig bestaan. Sinds 2018 wordt de stoet uitgebreid met straattheater.

1989: De Meiklokjes
1992
1995

## Organisatie
De organisatie van de optocht gebeurt sinds 2019 door het Kermis- en Feestcomité en het gemeentebestuur van Ternat. Iedere deelnemende wagen wordt door het bestuur beloond met een geldprijs om zo de kosten voor het maken van de wagens te dekken.

### Groepen

#### De Meiklokjes
Deze groep heeft de langste traditie in deelname aan de stoet. Jaarlijks zijn ze aanwezig met twee tot drie wagens.

#### De Oranje Sjaals
Hiernaast nemen sinds 2018 ook jeugdverenigingen, waaronder de scouts Ternat, sportclubs, toneelverenigingen en wijk- en buurtverenigingen deel aan de optocht.

## De constructie van de wagens
Na de ontwerpfase en de voorbereidende werkzaamheden, het uitsnijden van de panelen en het aanbrengen van de motieven, volgt het aanbrengen van de bloemen. Doordat er met snijbloemen gewerkt wordt, worden de wagens pas heel vroeg in de ochtend op Pinkstermaandag met bloemen bedekt.

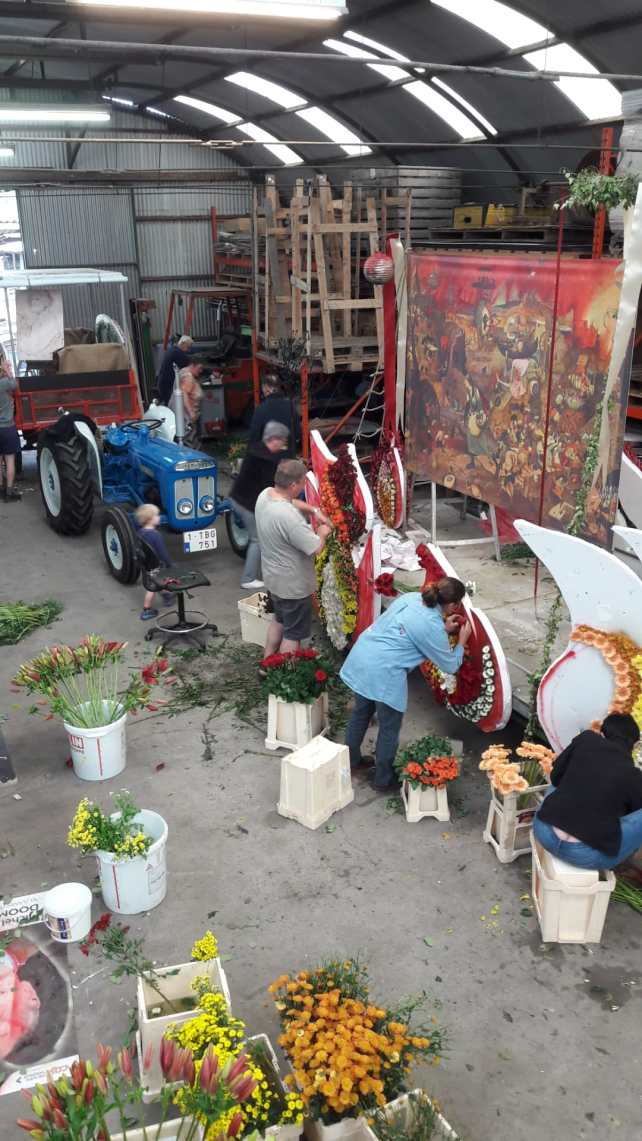
Het aanbrengen van de bloemen (2019)
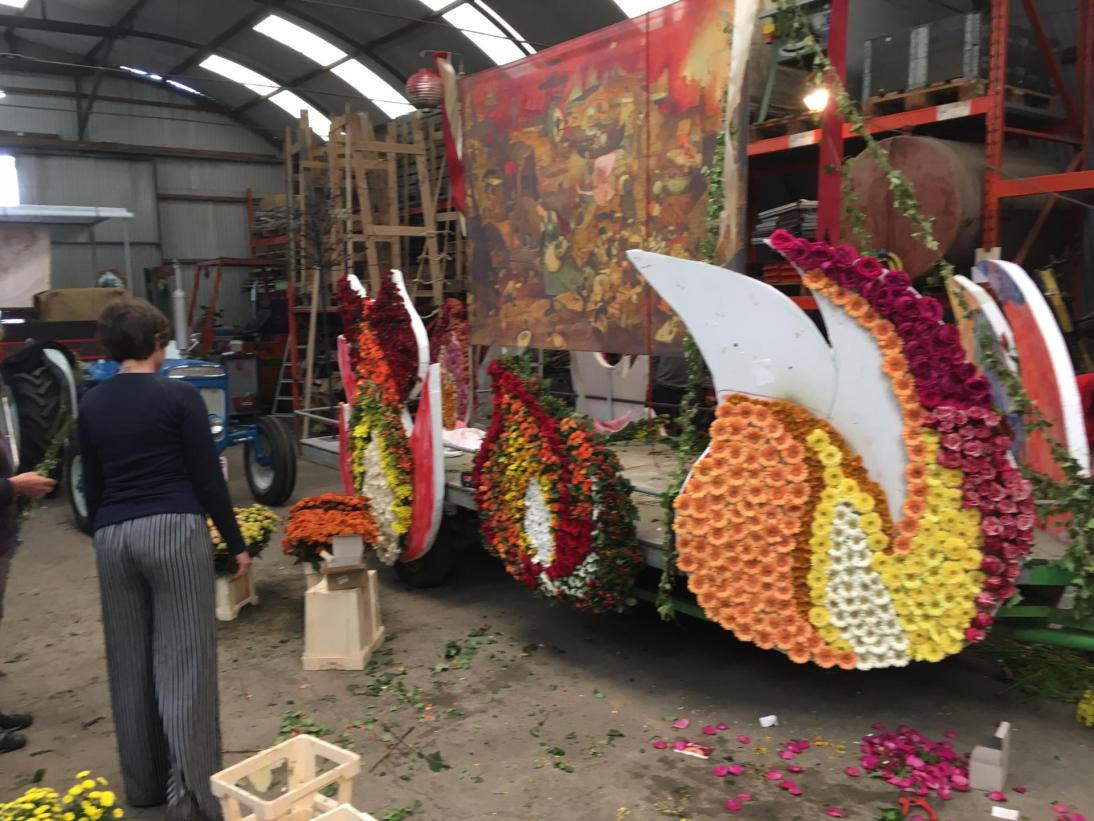
Het aanbrengen van de bloemen (2019)
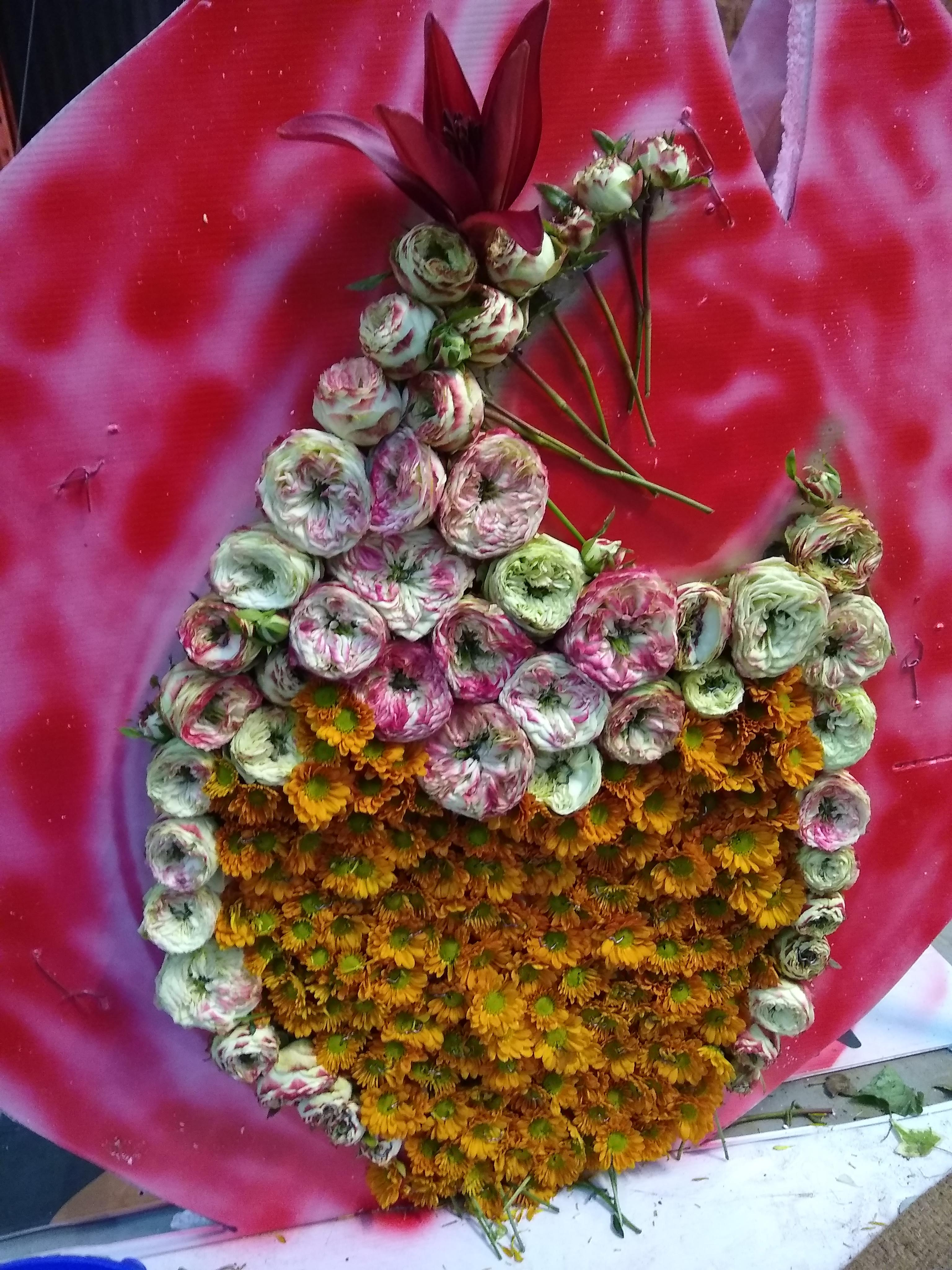
Geschilderd paneel met bloemen
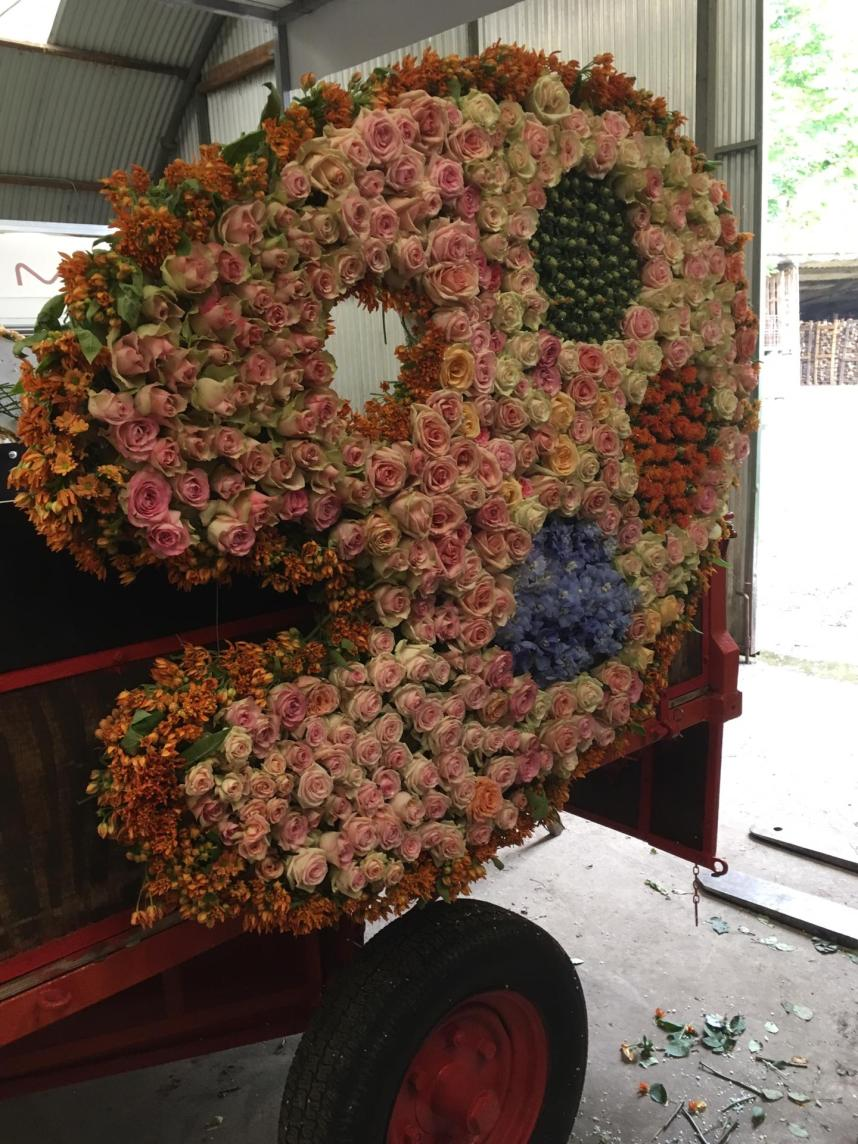
Afgewerkt paneel met bloemen (2019)
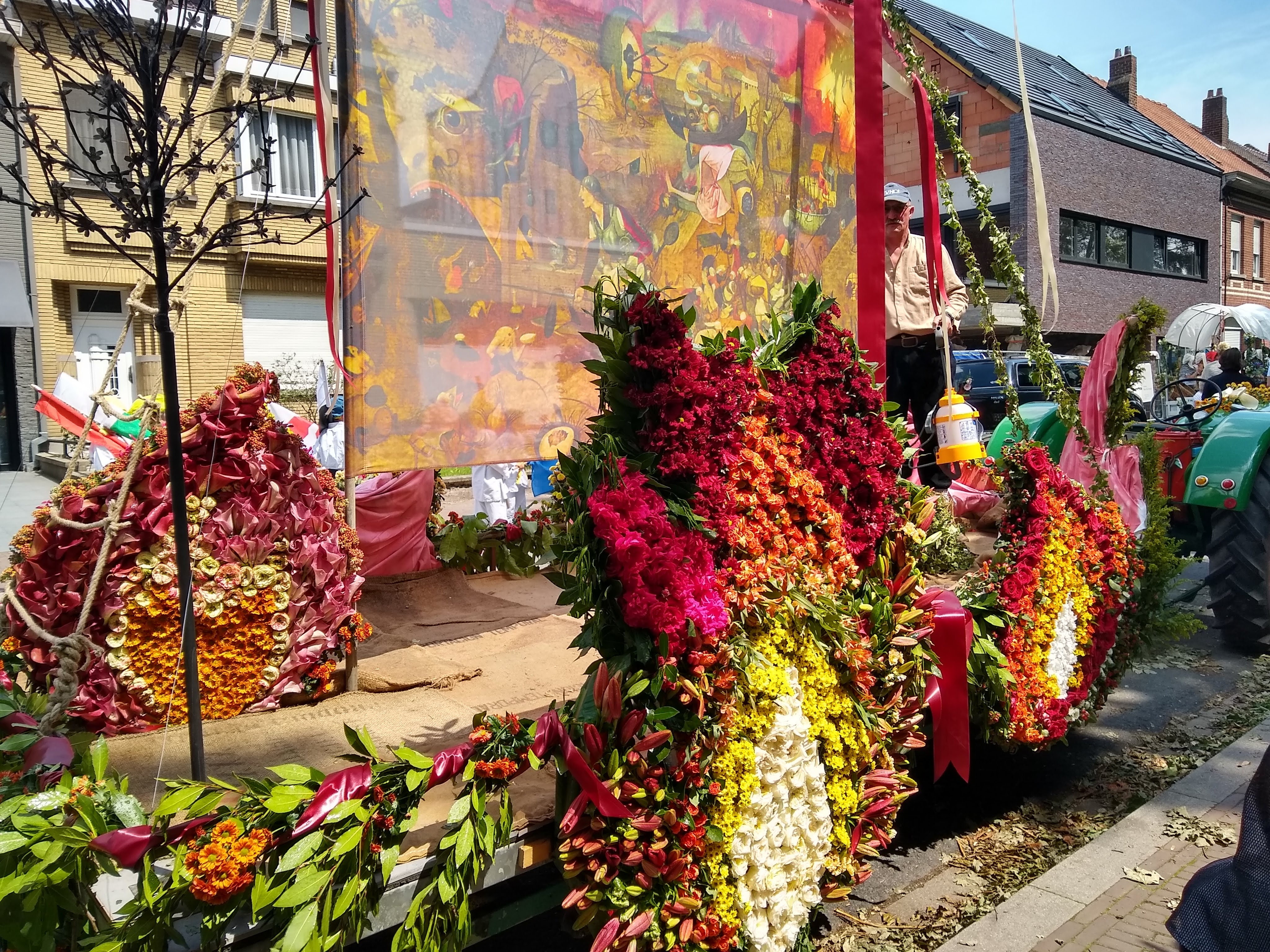
Afgewerkte wagen van de wijk Dronkenlodderfos (2019)